# Pavetta mpomii
Pavetta mpomii är en måreväxtart som beskrevs av S.D.Manning. Pavetta mpomii ingår i släktet Pavetta och familjen måreväxter. Inga underarter finns listade i Catalogue of Life.